# Премудров Петро Костянтинович
Петро Костянтинович Премудров (17 жовтня 1891, село Ілево Ардатовського повіту Нижньогородської губернії, тепер Вознесенського району Нижньогородської області, Російська Федерація — розстріляний 13 січня 1938) — радянський господарський діяч, голова правління металургійного тресту «Краматорські заводи». Кандидат у члени ЦК КП(б)У в листопаді 1927 — червні 1930 р.

## Біографія
Народився в родині робітника. Трудову діяльність розпочав учнем токаря на Ілевському гірничому заводі. Закінчив двокласне училище.
Член РСДРП(б) з 1912 року.
У 1921—1925 роках — директор Нижньогородського заводу «Красная Этна» та одночасно голова правління «Металосиндикату» Вищої Ради Народного Господарства СРСР.
У 1926—1928 роках — голова правління металургійного тресту «Краматорські заводи» на Донбасі.
У 1928—1930 роках — студент Московської промислової академії.
У листопаді 1930 — серпні 1937 — директор Мотовилихинського заводу № 172 імені Молотова біля міста Пермі. Член ВЦВК СРСР.
11 серпня 1937 року заарештований органами НКВС. Розстріляний. Посмертно реабілітований у 1956 році.